# La Motte-Picquet (Schiff, 1927)
Die La Motte-Picquet (Schriftzug auf dem Rumpf: LAMOTTE-PICQUET) war ein Leichter Kreuzer der französischen Marine in der Zeit von 1924 bis 1945. Das Schiff wurde nach dem französischen Admiral Toussaint-Guillaume Picquet de la Motte benannt.

## Vorgeschichte
Seit 1909 beschäftigte sich das französische Marineministerium mit der Beschaffung Leichter Kreuzer. 1912 wurde der Bau der geplanten Schiffe mit einem Flottengesetz auf eine rechtliche Grundlage gestellt. Die Bauprojekte differierten zwischen 4.500 ts und 6.000 ts Größe. Als Bewaffnung waren 13,8-cm-Geschütze vorgesehen. Schließlich erteilte das Marineministerium am 17. Juli 1914 die Bauaufträge für drei Leichte Kreuzer. Zwei sollten auf Privatwerften entstehen, das dritte Schiff sollte auf der Staatswerft Toulon gebaut werden und den Namen La Motte-Picquet erhalten. Die Neubauten hätten im Falle ihrer Realisierung eine Länge von 138 Metern, eine Breite von 13,8 Metern und einen Tiefgang von 4,8 Metern gehabt. Die Tonnage sollte 4.500 t und die Geschwindigkeit 29 Knoten betragen. Der Baubeginn sollte im November 1914 erfolgen. Der beginnende Weltkrieg setzte andere Prioritäten in der französischen Rüstung, und der Bau wurde auf die Nachkriegszeit verschoben.

## Bau und Eigenschaften
Die alten Pläne waren nach Kriegsende überholt und wurden entsprechend geändert. Die drei 1920 bewilligten neuen Kreuzer hatten eine Konstruktionsverdrängung von 7.249 ts und voll beladen eine Einsatzverdrängung von 9.350 ts. Die Hauptbewaffnung bestand nun aus acht Geschützen des Kalibers 15,5 cm, einer Version eines leistungsfähigen Heeresgeschützes, das erst 1920 konstruiert worden war und eine Reichweite von 26,1 Kilometer hatte. Die Flugabwehr bestand aus vier 7,5-cm-Geschützen, die erst 1922 fertig geworden waren. Für die schwere Flugabwehr war dies jedoch ein zu kleines Kaliber. Schon während des Ersten Weltkrieges hatte die Royal Navy das Kaliber 10,2 cm und die deutsche Kaiserliche Marine ein solches von 8,8 cm verwandt. Als Ersatz für die nicht vorhandene leichte Flak kamen vier Maschinengewehre an Bord. Die Reichweite von nur 4.300 Seemeilen bei 14 Knoten Marschgeschwindigkeit war für Einsätze im Mittelmeer ausreichend, aber für die beabsichtigten Überseeverwendungen konnte es unter Kriegsbedingungen Schwierigkeiten geben. Andererseits waren die neu geplanten Kreuzer mit 33 Knoten Geschwindigkeit sehr schnell. Die hohe Geschwindigkeit war unter anderem damit erkauft worden, dass man fast vollständig auf eine Panzerung verzichtete. Erstmals hielt hier in Frankreich das Geschwindigkeits-Schutz-Konzept Einzug: nur 166 Tonnen Panzermaterial, also 1,9 % der Gesamttonnage, waren den defensiven Eigenschaften des Kreuzerentwurfs gewidmet.
Am 4. August 1922 wurde der Rumpf des ersten Schiffes bei der Marinewerft Brest gestreckt. Der Bau der zweiten Einheit begann am 17. Januar 1923 bei der Marinewerft Lorient, und schließlich konnte mit dem Bau des dritten und letzten Kreuzers am 16. August 1923 bei der Marinewerft Brest begonnen werden. Bemerkenswert war die Bauvergabe ausschließlich an Staatsbetriebe, denn bei dem ersten Anlauf zum Bau der Kreuzer im Jahre 1914 waren auch noch Privatbetriebe bedacht worden. Die Duguay Trouin lief am 14. August 1923 vom Stapel, die Primauguet als letztes Schiff der Klasse am 21. Mai 1924. Die La Motte-Picquet war am 1. Februar 1926 so weit fertiggestellt, dass sie unter dem Kommando von Capitaine de Vaisseau E.J.F. Cras mit den ersten Versuchsfahrten beginnen konnte.

## Fernost und der Zweite Weltkrieg
Bis 1933 war das Schiff in Brest beheimatet, wo es als Flaggschiff der 3. Leichten Division diente. Am 8. Januar 1936 wurde die La Motte-Picquet Flaggschiff des französischen Fernostgeschwaders. Die politisch-militärische Lage in Ostasien spitzte sich in dieser Zeit immer mehr zu, weil Japan einen Eroberungsfeldzug gegen China zu führen begann. Japan war damals noch nicht mit Deutschland und Italien verbündet, aber die drei Mächte unterhielten bereits freundschaftliche Beziehungen. Siam (Thailand) sympathisierte mit Japan und stellte Ansprüche gegen Frankreich. Am 3. September 1939 erklärte Frankreich dem Deutschen Reich wegen seines Überfalls auf Polen den Krieg. Für das französische Fernostgeschwader änderte sich dadurch nicht viel, denn noch war nur ein begrenzter europäischer Krieg ausgebrochen. Thailand hatte im Juni 1940 mit Frankreich einen Nichtangriffspakt abgeschlossen. Gleichzeitig begann aber Japan, das geschwächte Vichy-Frankreich mit zahlreichen Forderungen zu konfrontieren. Zunächst sollten die Handelswege zwischen Vietnam und China unterbrochen werden, um Japans Kampf gegen China zu fördern. Die thailändische Armee verursachte seit September 1940 gelegentliche Grenzzwischenfälle, und im Oktober und November nahmen Ausmaß und Intensität dieser Gefechte zu. Der französische Oberbefehlshaber in Indochina wusste, dass seine Kräfte zu gering waren, um die gesamte Grenze zu verteidigen, und wollte sich auf die Überlandstraßen und die Wege ins Landesinnere konzentrieren. Weiter im Hinterland sollten Stützpunkte ausgebaut und der Widerstand organisiert werden. Dort wurden auch die kommenden thailändischen Vormarschrouten vermutet.

### Das Fernostgeschwader
Am 9. Dezember 1940 bildete das Fernostgeschwader, die Forces Navales d’Extreme Orient, eine Kampfgruppe unter der Bezeichnung Groupe Occasionnel. Ihr gehörten alle halbwegs kampfkräftigen, hochseegehenden Einheiten im Fernen Osten an. Neben der La Motte-Picquet waren dies zwei moderne Kanonenboote, die Amiral Charnier (1933) und die Dumont d’Urville (1932). Beide verdrängten 1.969 t, liefen 15,5 kn, waren mit drei 13,8-cm-Geschützen, vier 3,7-cm-Flak und sechs Maschinengewehren bewaffnet. Des Weiteren waren sie mit 50 Minen und einem Seeflugzeug ausgerüstet. Hinzu kamen zwei veraltete Kanonenboote, die Marne (i. D. 1917, 601 ts, 21 kn, vier 10-cm-, zwei 6,5-cm- und ein 4,7-cm-Geschütz) und die Tahure (in Dienst 1920, 644 ts, 19 kn, zwei 13,8-cm- und ein 7,5-cm-Geschütz). Dazu kam noch eine Seefliegerstaffel mit acht Flugzeugen des Typs Loire 130. Auch baute man auf die Unterstützung der örtlichen Fischer, denn Vietnamesen, Laoten und Kambodschaner waren nicht von der Aussicht erfreut, unter die Fremdherrschaft Thailands zu kommen.
Am 6. Januar 1941 kam es zum lang erwarteten thailändischen Angriff. Bei Poipet/Aranyaprathet und bei Ubon begann die Invasion. Die Franzosen leisten hinhaltenden Widerstand und zogen sich langsam zurück. Trotz laufender Luftangriffe waren die thailändischen Verluste stark, und der Vormarsch ging nur schleppend voran. Die französischen Truppen wahrten den Zusammenhang und blieben intakt.
Am 16. Januar 1941 begann ein französischer Gegenangriff, der nicht durchdrang, aber immerhin den feindlichen Vormarsch zum Stehen brachte. Um diesen Angriff zu unterstützen, sollte die Marine in die Kämpfe eingreifen. Bereits seit Anfang Dezember 1940 übte die „Groupe Occasionnel“ das Zusammenwirken ihrer Kräfte. Dies erwies sich als schwierig, denn die Kanonenboote schafften im besten Fall 15 kn, während der Kreuzer mehr als doppelt so schnell war. Sollte die Kampfgruppe gemeinsam operieren, musste der Kreuzer sich daher nach den Kanonenbooten richten. Am 13. Januar 1941 erteilte Admiral Decoux seine Angriffsbefehle an Capitain Berenger: „Suchen und zerstören der thailändischen Marine Kräfte zwischen Satahip und der kambodschanischen Grenze.“ Einen Vorpostendienst hatte die thailändische Marine nicht eingerichtet, und so blieb der französische Anmarsch unbemerkt. Am Morgen des 16. Januar 1941 flog eine Loire 130 Aufklärung entlang der thailändischen Küste. Noch war nicht festgelegt worden, welchen Flottenstützpunkt die französische Kampfgruppe angreifen sollte. Bei Koh Chang wurden ein Panzerschiff und drei Torpedoboote, in Satahip ein Kanonenboot, vier Torpedoboote und zwei U-Boote festgestellt.

### Das Gefecht von Koh Chang
Admiral Decoux entschloss sich zum Angriff auf Koh Chang, denn mit seinen langsamen Kanonenbooten konnte er nur dieses Ziel am kommenden Morgen erreichen. Bereits am 15. Januar um 16:00 Uhr hatte sich die La Motte-Picquet mit den vier Kanonenbooten vereinigt. Ihre Position war nun 20 Meilen nördlich von Poulo Condre. Der Verband lief mit einer Geschwindigkeit von 13,5 Knoten seinem Ziel entgegen. Keine thailändischen Flugzeuge oder Sicherungsfahrzeuge meldeten die Gruppe. Am 17. Februar 1941 um 5:30 Uhr hatte Capitain Berenger sein Ziel erreicht. Nun teilte er die Gruppe, um gleichzeitig möglichst alle Ziele im Hafen und auf der Reede angreifen zu können. Die La Motte-Picquet steuerte östliche Kurse in Richtung Koh Klum und Koh Chang, die Amiral Charner und die Dumont d’Urville sollten den mittleren Bereich zwischen Koh Kva und Koh Klum angreifen, und die beiden älteren Kanonenboote deckten den westlichen Bereich der Bucht ab.
Bei Sonnenaufgang wollte Berenger von Südwesten kommend den feindlichen Stützpunkt angreifen. Um 6:14 Uhr eröffnete das im Hafen liegende Panzerschiff das Feuer. Nach Sonnenaufgang erschwerte Morgennebel die Sicht, und die Granaten wurden ohne genaues Zielen abgefeuert. Dadurch konnten Berengers Schiffe die Positionen ihrer Gegner erkennen. Die La Motte-Picquet war nur etwa 9.000 Meter entfernt, und auf dem Kreuzer erkannte man das Mündungsfeuer eines Panzerschiffes und der im Hafen liegenden Torpedoboote.
Um 6:15 Uhr schlugen die ersten französischen 15,5-cm-Granaten auf einem Ziel ein. Auf dem Kreuzer war man der Meinung, eines der beiden Panzerschiffe getroffen zu haben. Tatsächlich befand sich aber nur ein Panzerschiff in dem Stützpunkt, und die Treffer schlugen auf den Torpedobooten Chonburi und Soughkla (beide in Dienst 1936, 318 ts, 31 Knoten, drei 7,6-cm-Geschütze, zwei 2-cm-Flak, drei Torpedorohre) ein. Die Fehlschüsse des Kreuzers zerstörten an Land die Telefonleitungen. Koh Chang war von der Außenwelt abgeschnitten. Um 6:20 Uhr drehte der Kreuzer bei und feuerte drei Torpedos ab, um das Panzerschiff zu versenken. Die thailändischen Torpedoboote waren bereits außer Gefecht gesetzt und sanken.
Um 6:38 Uhr machten die Ausgucks auf dem Kreuzer das Panzerschiff Dhonburi aus, dessen 20,3-cm-Geschütze so schnell feuerten, wie sie konnten, ohne etwas zu treffen. Die Entfernung betrug zehn Kilometer. Zwischen den beiden Gegnern lagen kleine Inseln, die mitunter die Sicht verdeckten. Capitain Berenger musste die Geschwindigkeit seines Kreuzers auf 15 Knoten herabsetzen, weil das Wasser seicht und stark verschmutzt war und er eine Beschädigung seiner Propeller befürchtete. Nachdem das Panzerschiff keinerlei Treffer erzielen konnte, nahm es um 7:15 Uhr einen Zielwechsel auf die Amiral Charner vor. Fast gleichzeitig schlug eine 15,5-cm-Salve der La Motte-Picquet auf dem Achterschiff der Dhonburi ein und setzte den hinteren 20,3-cm-Turm außer Gefecht. Das Panzerschiff brannte nun an mehreren Stellen. Sein Kommandant fürchtete, dass es sinken würde, und steuerte die flache Küste an, damit es später leichter möglich wäre, die Dhonburi zu heben. Das Panzerschiff hatte bereits starke Schlagseite. Um 7:50 Uhr schoss die La Motte-Picquet aus einer Entfernung von 15 Kilometern drei weitere Torpedos auf das Panzerschiff, dann verschwand es brennend hinter einer Insel.
Bis 8:40 Uhr kreuzten die fünf französischen Schiffe in der Bucht und retteten dabei zahlreiche in Seenot geratene siamesische Seeleute. Dann befahl Capitain Berenger den Rückzug. Er glaubte, alle lohnenden feindlichen Ziele, darunter zwei Panzerschiffe, versenkt zu haben. Tatsächlich war nur die Dhonburi in dem Stützpunkt gewesen. Sie war schwer beschädigt und schwamm noch, sank aber später. Von den drei vorhandenen Torpedobooten war die Trad unbeschädigt geblieben. Außerdem schwammen noch der Minenleger Nhomg Sarhai (in Dienst 1935, 408 ts, 13 Knoten, zwei 7,5-cm-Geschütze und zwei 2-cm-Flak) und das Fischereischutzschiff Thiew Uthok. Beide Einheiten hatten im nördlichen Teil der Bucht gelegen und sich nicht am Gefecht beteiligt. Sie waren daher unentdeckt geblieben.
800 Siamesen waren gefallen oder in Gefangenschaft geraten. Capitain Berengers Geschwader erreichte am 18. Januar 1941 morgens unbeschadet Saigon.

### Saigon 1942–1945
Im Juli 1941 musste der Kreuzer die Werft von Saigon aufsuchen, um längst notwendigen Überholungsarbeiten ausführen zu lassen und die Kessel zu reinigen. Die Arbeiten dauerten bis zum August 1941. Für die Reparaturen an der äußeren Schiffswand musste der Kreuzer aber in ein Trockendock gebracht werden. Durch die nun erfolgte Verbesserung der französisch-japanischen Beziehungen waren die Japaner schließlich damit einverstanden, diese Arbeiten in einer ihrer Werften ausführen zu lassen. Als die La Motte-Picquet am 27. September 1941 Osaka wieder verließ, hatte der französische Transporter Kinda zwei neue Kessel für die Maschinenanlage geladen, die in Saigon eingebaut werden sollten. Nach dem Abreiten eines Taifuns erreichten beide Schiffe am 9. Oktober 1941 Saigon.
Der Einbau der neuen Kessel erwies sich als zu schwierig für die Werft in Saigon, und ohne neue Kessel drohte die Maschinenanlage des Kreuzers zusammenzubrechen. Zwar konnten vom 10. Oktober bis zum 17. November 1941 die Sturmschäden reparierte werden, aber fahrfähig war das Schiff nur noch sehr eingeschränkt. Die La Motte-Picquet wurde 1942 stillgelegt. Man hoffte nun, die Arbeiten doch noch bis zum August 1942 ausführen zu können. 1943 gab man die Hoffnung auf, den Kreuzer ohne die Hilfe einer geeigneten Werft wieder in Fahrt bringen zu können.

## Versenkung durch US-Bomber 1945

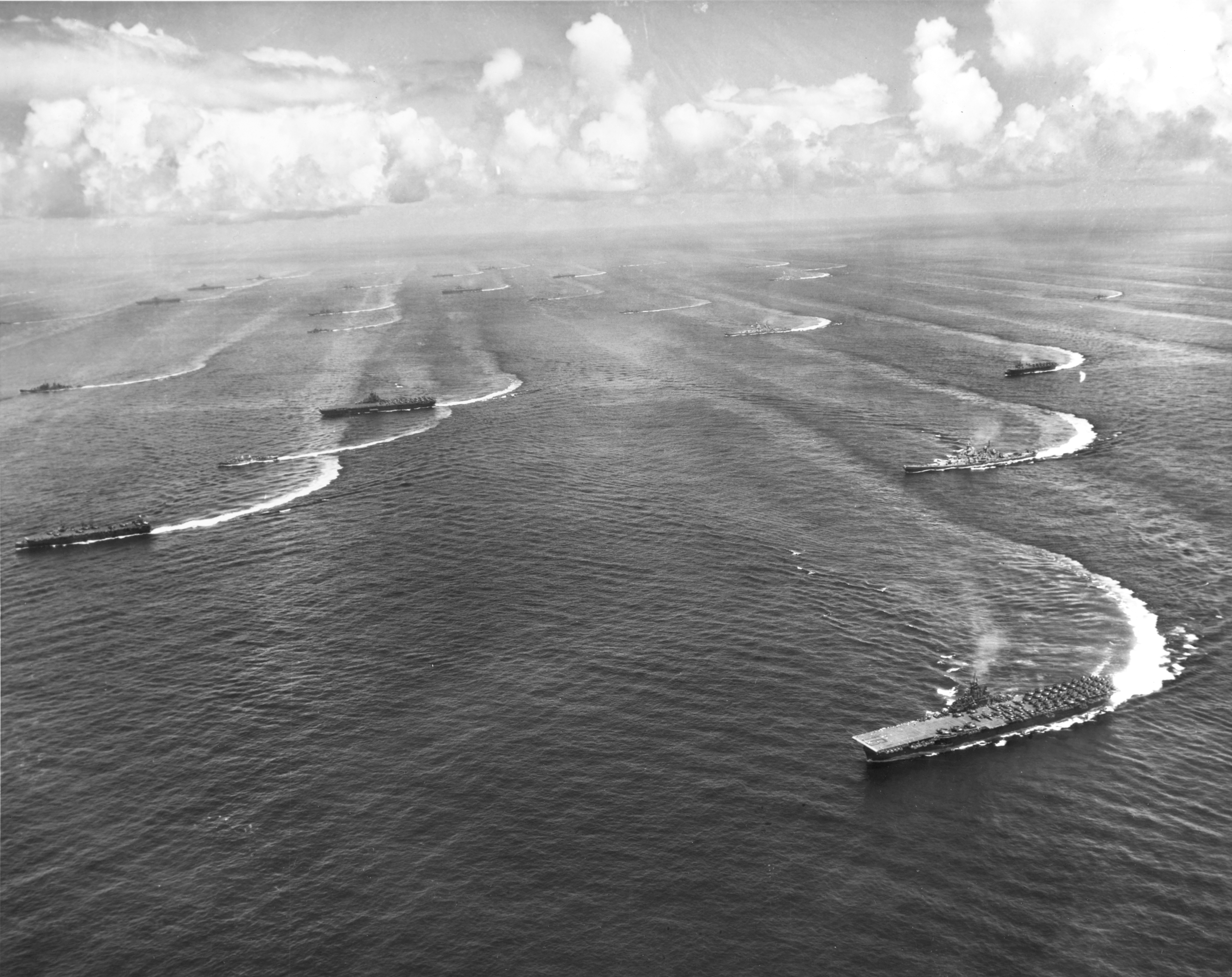
Task Force 38 vor der japanischen Küste im August 1945

Am 12. Januar 1945 griffen amerikanische Bomber im Rahmen der Operation Gratitude von den Flugzeugträgern der Task Force 38 unter dem Befehl von Vizeadmiral McCain Saigon und andere Stützpunkte im südlichen Vietnam an. Trotz gehisster Trikolore wurde der Kreuzer ein Opfer der amerikanischen Bomben und sank auf den Grund des Hafenbeckens.

## Traditionspflege
Zu Beginn der 1970er Jahre plante die französische Marine ein großes Rüstungsvorhaben. Unter der Bezeichnung „Corvettes C 70“ wurde der Bau von 24 Raketenzerstörern vorbereitet. Der sechste Neubau erhielt bei seinem Stapellauf am 6. Februar 1985 den Namen La Motte-Picquet. Die Indienststellung erfolgte am 18. Februar 1988. Zwar ist die La Motte-Picquet (Kennung: D 645) auf die Bekämpfung von U-Booten spezialisiert und verfügt über U-Jagdtorpedos und Hubschrauber, aber sie verfügt auch über mittlere und leichte (vollautomatische) Artillerie sowie Seeziel- und Flugabwehrraketen.
Für Frankreich hat das Gefecht von Koh Chang eine besondere Bedeutung: Es war der einzige Sieg zur See in beiden Weltkriegen. Der letzte davor datiert aus der Zeit des Amerikanischen Unabhängigkeitskrieges, als Frankreich die amerikanischen Kolonien gegen Großbritannien unterstützte.